# COVID-19-vaccine
En COVID-19-vaccine er et bioteknologisk produkt, en vaccine, beregnet til at give erhvervet immunitet mod sygdommen COVID-19 forårsaget af SARS-CoV-2 under coronaviruspandemien i 2019-2020, jvf. vaccination.
COVID-19-vaccinerne er først og fremmest nye typer af vacciner: mRNA-vacciner og vektor-vacciner. Således har forskere på Statens Seruminstitut fået tilladelse til at teste CoVAXIX, en DNA-vaccine mod coronavirus. Samtidig er andre danske forskere i gang med at udvikle en antigen-vaccine kaldet ABNCoV2. Den første godkendelse af en DNA-vaccine skete i august 2021 i Indien. Det var ZyCoV-D.
Det store uløste spørgsmål er hvor effektiv den enkelte vaccine vil være mod de nye mutanter og varianter af coronavirus, der dukker op? I september 2022 godkendte EU-kommissionen Pfizer-Biontechs variantopdaterede version af Comirnaty-vaccinen, der beskytter mod de dominerende virus-varianter BA-4 og BA-5. Vaccinen indgår i det danske vaccinationsprogram.

## Historisk
September 2020 var der 321 vaccinekandidater under udvikling, en stigning på 2,5 gange siden april. Ingen kandidater har imidlertid gennemført kliniske forsøg der godtgør sikkerhed og effektivitet, virkning. I midten af september indgik 42 vaccinekandidater i klinisk forskning: nemlig 33 i fase I-II-forsøg og 9 i fase II-III-forsøg.

## De første tilladelser
I begyndelsen af december 2020 var der to nye mRNA-vacciner, der afventede tilladelse som COVID-19 vacciner: Tozinameran fra partnerskabet mellem BioNTech og Pfizer og mRNA-1273 fra Moderna. Storbritannien var det første land med at vaccinere mod coronavirus, og i Danmark startede vaccinationen mod COVID-19 den 27. december med Pfizer-BioNTech-vaccinen.
Lige siden starten af pandemien har der været gjort et globalt omfattende forsknings- og udviklingsarbejde med vaccineudvikling. I marts 2021 er der 90 kandidater til en vaccine og i forskellige lande er 12 vacciner allerede godkendt til vaccination mod CoViD-19 inkl. både mRNA-vacciner, vektor-vacciner, subunit-vacciner og inaktiverede vacciner.
 ZyCoV-D, den første DNA-vaccine er godkendt i august 2021 i Indien.

## Forsknings- og udviklingsarbejde
Tidligere arbejde med at udvikle vacciner mod coronavirussygdommene SARS (2002) og MERS (2012) gav nyttig viden om strukturen og funktionen af coronavirus – hvilket kunne fremskynde en hurtigere udvikling i begyndelsen af 2020 af forskellige teknologiplatforme til en COVID-19-vaccine.
Verdenssundhedsorganisationen (WHO), Coalition for Epidemic Preparedness Innovations (CEPI) og Bill & Melinda Gates Foundation (BMGF) stiller som beredskab kapital og organisatoriske ressourcer til rådighed ved udsigten til, at der vil være behov for flere vacciner for at forhindre fortsat COVID-19-infektion.
CEPI – der organiserer en verdensomspændende fond på 2 mia. dollars til hurtig investering og udvikling af vaccinekandidater – indikerede i september 2020, at kliniske data til støtte for licensering muligvis vil være tilgængelige inden udgangen af 2020.
Den 4. maj 2020 organiserede WHO en telethon (tv-indsamling), der modtog tilsagn på 8,1 mia. dollars fra fyrre lande til støtte for hurtig udvikling af vacciner for at forhindre COVID-19-infektioner.
Samtidig meddelte WHO også, at der blev iværksat et internationalt "solidaritetsforsøg" til samtidig evaluering af flere vaccinekandidater, der nåede frem til fase II-III kliniske forsøg.
Et Studie fra juli 2022 fra Statens Serum Institut viste, at hvis en person var tidligere smittet med en omikron-variant og samtidig havde fået tre doser vaccine, var vedkommende effektivt beskyttet med onkikron-variant BA,5.

## Vacciner i brug
- Sinopharm COVID-19 vaccine (BBIBP-CorV) fra Sinopharm (Kina)
- CoronaVac (Sinovac COVID-19 vaccine) fra Sinovac Biotech (Kina)
- Covaxin (BBV152) fra Bharat Biotech (Indien)
- Convidecia (AD5-nCOV) fra CanSino Biologics (Kina)
- Covishield fra Oxford–AstraZeneca (svensk/engelsk)
- Johnson & Johnson COVID-19 vaccine fra Johnson & Johnson (USA)
- Medigen COVID-19 vaccine fra Medigen Vaccine Biologics (Taiwan)[24]
- Moderna COVID-19 vaccine fra Moderna (USA)
- Comirnaty fra Pfizer-BioNTech (USA)
- Sputnik V COVID-19 vaccine (V står for "vector") fra Gamaleya Research Institute of Epidemiology and Microbiology (Rusland)
- ZyCoV-D fra Cadila Healthcare (Indien)

## Referrencer
1. ↑  "Vector-Based Vaccines Come to the Fore in the COVID-19 Pandemic. The Scientist 2021". Arkiveret fra originalen 25. februar 2021. Hentet 11. marts 2021.
2. ↑  COVID 19 Vaccine Deep Dive: Safety, Immunity, RNA Production. Video
3. ↑  DNA-vacciner. Statens Seruminstitut 2020
4. ↑  Statens Serum Institut udvikler en ny lovende vaccine mod COVID-19. Statens Seruminstitut 2020
5. ↑  Danske forskere knokler løs med covid-19-vacciner. Men kommer vi nogensinde til at få dem? dr.dk 2021
6. 1 2  India’s DNA COVID vaccine is a world first – more are coming. Nature News 2021
7. 1 2  Corona-vacciner: Her opdaterer vi løbende og svarer på de vigtigste spørgsmål. Videnskab.dk 2020
8. ↑  Amalie Rokkedal Simonsen (12. september 2022). "Ny boostervaccine på vej til efterårets vaccineprogram". DR-nyheder. Hentet 13. september 2022.
9. 1 2 3  Le, Tung Thanh; Cramer, Jakob P.; Chen, Robert; Mayhew, Stephen (2020-09-04). "Evolution of the COVID-19 vaccine development landscape". Nature Reviews Drug Discovery. doi:10.1038/d41573-020-00151-8. ISSN 1474-1776. PMID 32887942.
10. ↑  "COVID-19 vaccine development pipeline (Refresh URL to update)". Vaccine Centre, London School of Hygiene and Tropical Medicine. 2020-09-14. Hentet 2020-09-17.
11. ↑  "COVID-19 vaccine tracker (Choose vaccines tab, apply filters to view select data)". Milken Institute. 2020-09-17. Hentet 2020-09-16. Lay summary. {{cite web}}: Skabelonen anvender en forældet parameter |lay-url= (hjælp)
12. ↑  "Draft landscape of COVID 19 candidate vaccines". World Health Organization. 2020-09-17. Hentet 2020-09-17.
13. ↑  Ewen Callaway (9. november 2020), "What Pfizer's landmark COVID vaccine results mean for the pandemic", Nature, doi:10.1038/D41586-020-03166-8, PMID 33169027, Wikidata  Q101424707
14. ↑  "COVID-19 VACCINE TRACKER". Arkiveret fra originalen 29. oktober 2020. Hentet 3. marts 2021.
15. ↑  How do COVID-19 vaccines work?. Medical News Today 2021
16. ↑  Sådan bliver COVID-19-vaccinerne lavet. Videnskab.dk 2021
17. ↑  Diamond MS, Pierson TC (2020-05-13). "The challenges of vaccine development against a new virus during a pandemic". Cell Host and Microbe. 27 (5): 699-703. doi:10.1016/j.chom.2020.04.021. PMC 7219397. PMID 32407708.
18. ↑  Gates B (2020-04-30). "The vaccine race explained: What you need to know about the COVID-19 vaccine". The Gates Notes. Arkiveret fra originalen 14. maj 2020. Hentet 2020-05-02.
19. ↑  "CEPI welcomes UK Government's funding and highlights need for $2 billion to develop a vaccine against COVID-19". Coalition for Epidemic Preparedness Innovations, Oslo, Norway. 6. marts 2020. Arkiveret fra originalen 22. marts 2020. Hentet 23. marts 2020.
20. ↑  Wake D (2020-05-04). "EU spearheads $8 billion virus fundraiser". Yahoo Finance. Arkiveret fra originalen 2020-06-29. Hentet 2020-05-04.
21. ↑  "Update on WHO Solidarity Trial – Accelerating a safe and effective COVID-19 vaccine". World Health Organization. 2020-04-27. Arkiveret fra originalen 30. april 2020. Hentet 2020-05-02. It is vital that we evaluate as many vaccines as possible as we cannot predict how many will turn out to be viable. To increase the chances of success (given the high level of attrition during vaccine development), we must test all candidate vaccines until they fail. [The] WHO is working to ensure that all of them have the chance of being tested at the initial stage of development. The results for the efficacy of each vaccine are expected within three to six months and this evidence, combined with data on safety, will inform decisions about whether it can be used on a wider scale.
22. ↑  Flemming Brandt (27. juli 2022). "SSI-studie: Tidligere smitte og tre stik beskytter mod coronavariant". DR-nyheder. Hentet 29. juli 2022.
23. ↑  "Tidligere smitte med omikron sammen med 3 stik beskytter effektivt mod infektion med omikronvarianten BA.5". Statens Serum Institut. 27. juli 2022. Hentet 29. juli 2022.
24. ↑  "CORONAVIRUS/Thailand becomes 5th country to recognize Medigen COVID-19 vaccine". Focus Taiwan (engelsk). 11. januar 2022. Hentet 13. januar 2022.